# Vibrante múltiple labiodental
La vibrante múltiple labiodental es un sonido utilizado en varias lenguas. Su símbolo AFI es ʙ̪.

## Características
- Su forma de articulación es vibrante, lo que significa que se produce mediante la dirección de aire sobre el articulador de modo que vibra. En la mayoría de los casos, solo se encuentra como la liberación vibrante de una parada prenasalizada.
- Su punto de articulación es labiodental, que significa que es articulada con el labio inferior y los dientes superiores.
- Su fonación es sonora, lo que significa que las cuerdas vocales vibran durante la articulación.
- Es una consonante oral, lo que significa que al aire se le permite escapar solo por la boca.
- Debido a que el sonido no se produce con el flujo de aire sobre la lengua, la dicotomía centro-lateral no se aplica.
- El mecanismo de la corriente de aire es pulmonar, lo que significa que se articula empujando el aire solo con los pulmones y el diafragma, como en la mayoría de los sonidos.

## Ocurrencias
| Idioma | Idioma | Palabra  | AFI         | Significado | Notas |
| ------ | ------ | -------- | ----------- | ----------- | ----- |
| Wariʼ  | Wariʼ  | tpotpowe | [t͡ʙ̥ot͡ʙ̥oweʔ] | 'Gallina'   |       |

- Datos: Q118121146